# Kameanske, Lenine
Kameanske (în ucraineană Кам'янське) este un sat în comuna Semîsotka din raionul Lenine, Republica Autonomă Crimeea, Ucraina.

## Demografie
Componența lingvistică a localității Kameanske
     Rusă (70,35%)
     Tătară crimeeană (19,87%)
     Ucraineană (8,83%)
     Alte limbi (0,63%)
Conform recensământului din 2001, majoritatea populației localității Kameanske era vorbitoare de rusă (70,35%), existând în minoritate și vorbitori de tătară crimeeană (19,87%) și ucraineană (8,83%).